# Коростенська вулиця (Вереси)
Коростенська вулиця — вулиця у селі Вереси Житомирської міської громади. Зазначена в реєстрі адрес міста Житомира, при цьому перебуває за межею міста. 

## Характеристики
Розташована у місцевості Полісся, на теренах історичного району Смоківка. Бере початок з проїзду між вулицями Поліською й Коростенською, прямує на схід та завершується перехрестям зі Смоківською вулицею села Глибочиця.  
Забудова вулиці представлена садибними житловими будинками (котеджами).   
Вулицю обслуговує Житомирське міське відділення поштового зв'язку 10007.

## Історичні відомості
Наприкінці ХІХ — в перші десятиліття ХХ століття місцевість відома як Вацківські Поля.     
Забудова вулиці почала формуватися з початку 1990-х років на вільних від забудови сільськогосподарських землях Вересівської сільської ради.      